# The Simulation
The Simulation è il quinto album in studio del gruppo musicale statunitense Born of Osiris, pubblicato nel 2019.

## Tracce
1. The Accursed – 3:26
2. Disconnectome – 3:18
3. Cycles of Tragedy – 3:10
4. Under the Gun – 3:35
5. Recursion – 0:53
6. Analogs in a Cell – 2:56
7. Silence the Echo – 4:30
8. One Without the Other – 3:52

## Formazione
- Ronnie Canizaro – voce
- Lee McKinney – chitarra
- Nick Rossi – basso
- Cameron Losch – batteria
- Joe Buras – tastiera, sintetizzatore, voce